# أنتونيو جاموني
أنتونيو جاموني (بالإيطالية: Antonio Gammone)‏ (31 يناير 1993 بفينوسا في إيطاليا - ) هو لاعب كرة قدم إيطالي في مركز الوسط. لعب مع نادي باري ونادي كومو ونادي كييتي كالسيو الرياضي وFC Matera ‏ ويوفي ستابيا.

## روابط خارجية
- أنتونيو جاموني على موقع قاعدة بيانات كرة القدم.إي يو (الإنجليزية)
- أنتونيو جاموني على موقع Soccerway.com (الإنجليزية)